# Paleoanguimorpha
De Paleoanguimorpha zijn een infraorde van Anguimorpha bestaande uit Shinisauria (tegenwoordig vertegenwoordigd door shinisauriden) en Goannasauria (tegenwoordig vertegenwoordigd door Varanoidea die de families Lanthanotidae en Varanidae omvat). Morfologische studies in het verleden classificeerden ook helodermatiden en pythonomorfen met de varanoïden in de clade Platynota, terwijl Shinisaurus crocodilurus (Chinese krokodilhagedis) werd geclassificeerd als een xenosauride. Huidige moleculaire studies vindt geen ondersteuning van deze groeperingen en heeft in plaats daarvan gevonden dat de helodermatiden meer verwant zijn aan Diploglossa in de zusterclade Neoanguimorpha, terwijl de Chinese krokodilhagedis de nauwst verwante soort is van de varanoïden. De pythonomorfen die tegenwoordig door de slangen worden vertegenwoordigd, zijn niet nauw verwant aan varanoïden en zijn in plaats daarvan een zusterlijn van Anguimorpha en Iguania in de clade Toxicofera.

## Fylogenie
Hieronder is de fylogenie van de paleoanguimorfe lijnen naar Pyron et alii (2013):
| Shinisauria | Shinisauridae (Chinese krokodilhagedis)                                             |
|             | Shinisauridae (Chinese krokodilhagedis)                                             |
| Varanoidea  | \| \| Lanthanotidae (Dove varaan) \| \| \| \| \| \| Varanidae (Varanen) \| \| \| \| |
|             | \| \| Lanthanotidae (Dove varaan) \| \| \| \| \| \| Varanidae (Varanen) \| \| \| \| |
|             | Lanthanotidae (Dove varaan)                                                         |
|             |                                                                                     |
|             | Varanidae (Varanen)                                                                 |
|             |                                                                                     |

|  | Lanthanotidae (Dove varaan) |
|  |                             |
|  | Varanidae (Varanen)         |
|  |                             |